# Política de Seicheles
Política das Seicheles tem lugar num quadro de uma república presidencial, onde o presidente das Seicheles é tanto chefe de estado e chefe de governo, e de um sistema multi-partidário. Poder executivo é exercido pelo governo. Poder Legislativo é investido tanto no governo como na Assembleia Nacional.

## História política

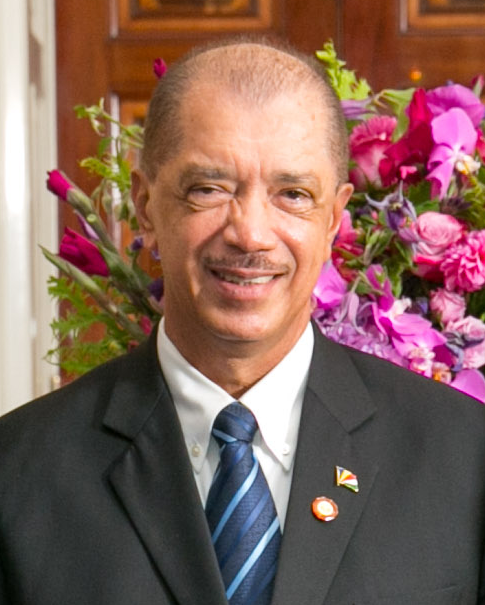
James Michel, Presidente das ilhas Seicheles entre 2004 e 2016.

### Início dos movimentos políticos
Até o final da Primeira Guerra Mundial, a população das Seicheles era 24 mil habitantes, e eles estavam se sentindo um pouco negligenciados por Whitehall. Houve agitação da recém formada Associação de Plantadores de maior representação nos assuntos de governação das Seicheles. Após 1929, um fluxo mais liberal dos recursos foi assegurado pelo Colonial Development Act, mas foi um momento de depressão econômica, o preço de compra estava caindo e com isso caíram os salários. Trabalhadores fizeram uma petição ao governo sobre suas más condições de trabalho e a carga de imposto que tinham de suportar. O Governador Sir Arthur Grimble promoveu algumas reformas, aos grupos de baixa renda deu a isenção do imposto, ele estava entusiasmado em criar e distribuir "Sítio de habitação modelo" para os sem-terras. Infelizmente, muitas destas reformas não foram aprovadas até que estourou a Segunda Guerra Mundial, e tudo foi colocado em espera.